# Victor-Amédée de Hesse-Rheinfels-Rotenbourg

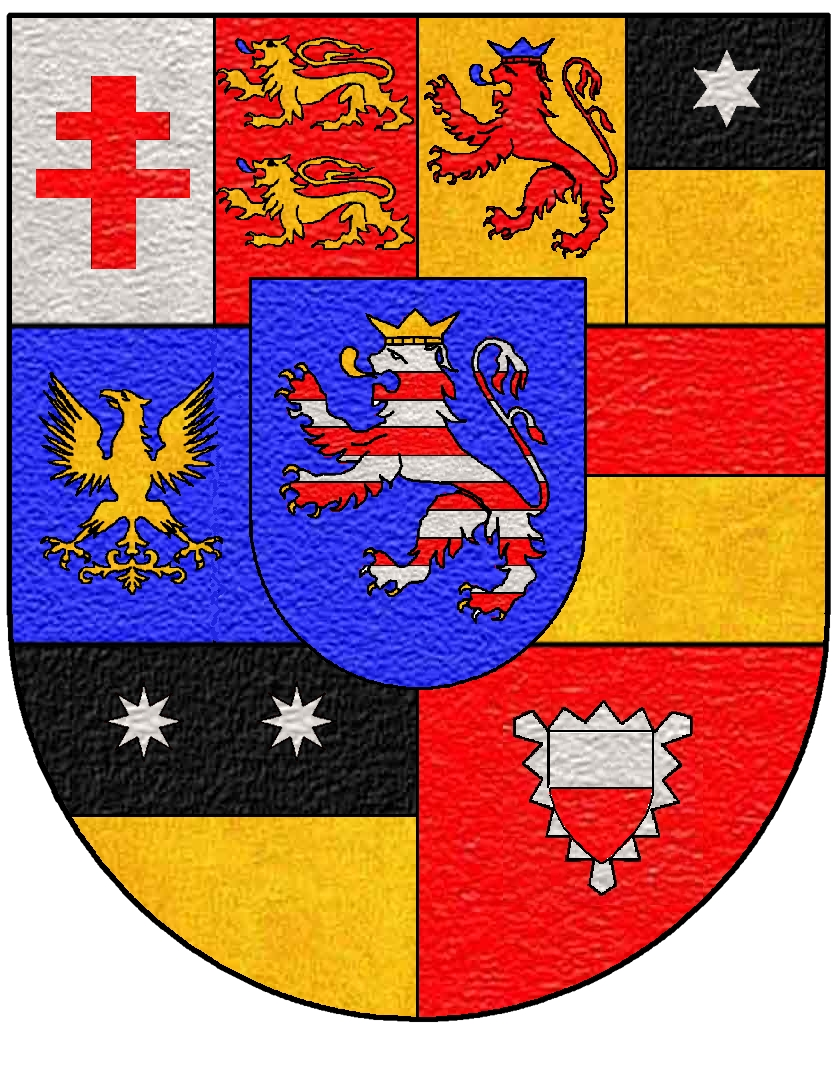
Armes de Hesse-Rotembourg

Victor-Amédée de Hesse-Rheinfels-Rotenbourg, (orthographié aussi en français Rotembourg), en allemand:Victor Amadeus von Hessen-Rheinfels-Rotenburg, né le 2 septembre 1779 à Rotenbourg, décédé le 12 novembre 1834 à Zembowitz.
Il fut le dernier landgrave de Hesse-Rheinfels-Rotenbourg de 1812 à 1834, duc de Ratibor, prince de Corvey.

## Famille
Fils de Charles-Emmanuel de Hesse-Rheinfels-Rotenbourg et de Léopoldine de Liechtenstein.
En 1799, Victor-Amédée de Hesse-Rheinfels épousa Léopoldine de Fürstenberg (1781-1806), (fille du prince Philippe de Fürstenberg).
Veuf, il épousa en 1812 Élisabeth de Hohenlohe (1790-1830), (fille du prince Charles-Louis de Hohenlohe-Langenbourg).
De nouveau veuf, il épousa en 1831 Éléonore von Salm (1799-1851), (fille du prince François de Salm).
Il eut également de sa maîtresse Lucia Julia Struve un fils naturel Ernest von Blumenstein (1796-1875) qui, en 1818, épousa Jeanne-Caroline von Meyerfeld (1788-1846), dont est issu une descendance.
Victor-Amédée de Hesse-Rheinfels-Rotenbourg appartient à la lignée des Hesse-Rheinfels-Rotenbourg. Cette quatrième branche était issue de la première branche de la Maison de Hesse, elle-même issue de la première branche de la Maison de Brabant. Victor Amédée de Hesse-Rheinfels-Rotenbourg fut le dernier landgrave de Hesse-Rheinfels-Rotenbourg. Il laissa ses biens en héritage à son neveu Victor de Hohenlohe-Schillingsfürst.